# Fieseler F 5
Die Fieseler F 5, F 5 R wurde als ein zweisitziges Schul-, Sport- und Reiseflugzeug bei Fieseler Flugzeugbau Kassel entwickelt, gebaut und eingeflogen. Die Flugeigenschaften und die Handhabung der Maschinen waren hervorragend. Mit diesem in größerer Stückzahl gebautem Flugzeugtyp gelang Gerhard Fieseler der Durchbruch und die Anerkennung als Unternehmer in der deutschen Luftfahrtindustrie.

## Geschichte
Fieseler hatte bei dem Projekt Fieseler F 4 erkannt, dass man mit den Anforderungen an ein modernes Sportflugzeug richtig lag und wollte darauf aufbauend ein Flugzeug entwickeln, das es bisher in dieser Klasse nicht gab. Es lastete ein enormer Druck auf Fieseler und seiner Mannschaft. Für die Projekte F 3 und F 4 war viel Geld aufgewendet worden. Die Einnahmen aus dem Fieseler Flugzeugbau konnten das zu dem Zeitpunkt in keiner Weise kompensieren. Der ehemalige Flugzeugbauer Edmund Rumpler und auch Carl Clemens Bücker boten Gerhard Fieseler finanzielle Beteiligungen an. Er wollte aber unabhängig bleiben und so blieb ihm nichts anderes übrig, als durch die verstärkte Teilnahme an Flugvorführungen höhere Einnahmen zu erzielen.
Am 1. September 1932 begann Dipl.-Ing. Kurt Arnold mit seiner Konstruktionsgruppe die Arbeiten. Im Februar 1933 wurde das erste Muster von Gerhard Fieseler eingeflogen. Er war von den Flugeigenschaften der F 5 trotz des schwachen Motors begeistert. Die Steuerbarkeit des Flugzeuges am Boden war selbst bei starkem Seiten- und Rückenwind und ohne Zuhilfenahme der Radbremsen überraschend gut. Das Flugzeug startete und landete sich infolge der großen Längsstabilität sehr leicht. Die Wendigkeit war durch die starke Trapezform der Flügel und die um den Schwerpunkt konzentrierten Massen ausgezeichnet. Die Steuerdrücke waren gering. Unfreiwilliges Trudeln war unter normalen Verhältnissen ausgeschlossen. Gewolltes Trudeln war durch bloßes Loslassen des Steuerknüppels beendet. Ein Looping war aus dem Waagerechtflug mit Höchstgeschwindigkeit ohne Höhenverlust möglich, alle übrigen Kunstflugfiguren waren einfach und ohne jede Kraftanstrengung durchzuführen. Die Maschine war voll kunstflugtauglich.
Fieseler entschloss sich zum Serienanlauf den stärkeren „Hirth-Motor HM 60 R“ mit 80 PS in das Flugzeug einzubauen.
Nachdem einige Änderungen und Verbesserungen in ein zweites Muster eingeflossen waren, startete er mit dem neuen Motor und war nun zufrieden. Auch bei der Abnahme durch die Deutsche Versuchsanstalt für Luftfahrt (DVL) gab es nur positive Aussagen des Abnahmepiloten. Andere Piloten, die ebenfalls diesen Prototyp fliegen konnten, bestätigten die hervorragenden Flugeigenschaften der Maschine. Ende Juni 1933 ging dieses Flugzeug als Fieseler F 5 R in Serie.
Inzwischen hatte es sich im Interessentenkreis herumgesprochen, dass der Fieseler Flugzeugbau Kassel eine Maschine entwickelt hatte, die in Bezug auf Flugleistungen, Flugeigenschaften, äußerer Formgebung und Ausstattung vergleichbaren Flugzeugen weit überlegen war. Innerhalb kürzester Zeit gingen 25 Bestellungen der F 5 R ein, bei denen anstandslos ohne Sicherheit die verlangte Anzahlung geleistet wurde. So war es möglich, den hohen finanziellen Anforderungen, die mit dem Anlauf einer wirklich großzügigen Fabrikation verbunden waren, zu genügen. Das Werk in Kassel-Ihringshausen wurde für die Serienfertigung umgestaltet. Durch massiven Ausbau des Personalbestandes und der Einführung von Mehrschichtarbeit gelang es innerhalb von sieben Wochen bis zum Deutschlandflug im August 1933, acht Flugzeuge an den Start dieses Wettbewerbes zu bringen. Aufgrund der großen Nachfrage entschloss sich Gerhard Fieseler im Herbst 1933 zu einer endgültigen Verlegung des Werkes in die ehemaligen Deutschen Werke nach Kassel-Bettenhausen und so war man auch dem Flugplatz näher gekommen. Die Auslieferungen erhöhten sich daher 1934 auf 30 Stück gegenüber 21 im Vorjahr. Insgesamt wurden 51 Maschinen gebaut und verkauft.
Der Fieseler Flugzeugbau Kassel hatte mit der Fieseler F 5 R den Durchbruch geschafft und wurde in den „Reichsverband der Deutschen Luftfahrt-Industrie (RDLI)“ aufgenommen. Das Unternehmen stand inzwischen durch die Erlöse aus dem Flugzeugbau und den Einnahmen aus Gerhard Fieselers Kunstfliegerei auf soliden finanziellen Füßen.

## Konstruktion
Die Fieseler F 5 war ein freitragender Tiefdecker mit zwei hintereinander liegenden offenen Sitzen. Die Tragflächen besaßen einen nach außen stark verjüngten trapezförmigen Umriss. Ihre Hinterkanten verliefen in einer geraden Linie, während die Vorderkante der Flügel nach hinten gezogen waren. Dadurch entstand eine positive Pfeilung. Die Flügel waren in Holzbauweise ausgeführt, besaßen je zwei Doppel-T-Holme und waren bis zum Hinterholm mit Sperrholz beplankt. Um das Flügelprofil zu gewährleisten, wurden die Rippen im vorderen Holmbereich in einem Abstand von nur 12,5 cm angeordnet. An den Flügelhinterkanten waren außen die Querruder angebracht, während sich innen die Start- und Landeklappen befanden. Zum Straßentransport und zur platzsparenden Unterstellung der F 5 konnten die Flügel an den Rumpf angeklappt werden. Der Anschluss der Flügel an das in den Rumpf integrierte Flügelmittelstück erfolgte mittels konischer Bolzen und Schnellverschluss und war leicht zu handhaben. Außen am Flügelmittelstück waren die freitragenden Federbeine direkt am Hauptholm angebracht. Dadurch lag das Fahrgestell, das nur aus zwei tropfenförmig verkleideten Streben mit den Laufrädern bestand außerhalb des Propellerstrahls und besaß eine genügend große Spurweite. Um ein Überschlagen selbst bei aufgeweichtem Gelände und bei plötzlichem starken Bremsen zu verhindern, war das Fahrwerk genügend weit vor den Schwerpunkt verlegt. Das Fahrwerk war nach den Vorschriften der DVL gebaut und konnte härtesten Beanspruchungen widerstehen. Landestöße wurden durch Druckgummischeiben und der Rückstoß durch Ölstoßdämpfer aufgenommen. Der Federweg war mit 18 cm reichlich bemessen. Am Heck befand sich ein gefederter Sporn.
Der Rumpf war aus hochwertigen Stahlrohren im Dreiecksverband geschweißt. Der Motorvorbau war gegen den Rumpf durch ein Brandschott gesichert, unmittelbar hinter diesem Schott war der Brennstofftank angebracht. Hinter diesem Tank waren der Gastsitz und dahinter der Führersitz angeordnet. Beide Sitze waren bequem ausgestattet und Taschen für Karten und Kleingepäck befanden sich daneben. Hinter dem Führersitz befand sich der Gepäckraum.
Die normale Knüppelsteuerung war kugelgelagert. Die Ruderbetätigung erfolgte durch Seile und Stoßstangen.
Das Höhenleitwerk bestand aus einer vom Führersitz trimmbaren Flosse in Holzkonstruktion mit Sperrholzbeplankung. Diese Flosse war nach der Rumpfunterkante angestrebt und mit der Seitenruderflosse verspannt. Sämtliche Ruder besaßen Holzgerippe mit Stoffbespannung.
Als Antrieb hatte man sich für den Hirth-Motor HM 60 mit 60 PS entschieden.

## Technische Daten der Fieseler F 5 R
| Kenngröße                 | Daten                               |
| ------------------------- | ----------------------------------- |
| Besatzung                 | 1                                   |
| Passagiere                | 1                                   |
| Länge                     | 6,60 m                              |
| Spannweite                | 10,00 m                             |
| Breite (Flächen geklappt) | 2,70 m                              |
| Höhe                      | 2,30 m                              |
| Flügelfläche              | 13,60 m²                            |
| Flügelstreckung           | 7,4                                 |
| Rüstmasse                 | 395 kg                              |
| Zuladung                  | 265 kg                              |
| Startmasse                | 660 kg                              |
| Höchstgeschwindigkeit     | 200 km/h                            |
| Reisegeschwindigkeit      | 175 km/h                            |
| Landegeschwindigkeit      | 60 km/h                             |
| Dienstgipfelhöhe          | 4200 m                              |
| Reichweite                | ca. 1000 km                         |
| Triebwerk                 | ein Hirth HM 60 R mit 80 PS (59 kW) |